# Британске прекоморске територије
Британске прекоморске територије су територије које спадају под суверенитет Уједињеног Краљевства.
Оне нису део Уједињеног Краљевства, иако од 2002. године сви становници, сем једне територије, имају пуно Британско држављанство. Територије су задњи остаци Британске империје које још нису добиле независност, најчешће због војног интереса Уједињеног Краљевства, али и због њихове мале величине да би биле независне.

## Британске прекоморске територије чине
| Застава | Назив територије                                                                    | Главни град                | Број становника                                 |
| ------- | ----------------------------------------------------------------------------------- | -------------------------- | ----------------------------------------------- |
|         | Ангвила                                                                             | Вали                       | 13.500                                          |
|         | Бермуди                                                                             | Хамилтон                   | 64.000                                          |
|         | Британска Антарктичка територија                                                    | Ротера (главна база)       | 50 зими, 400 лети                               |
|         | Британска територија Индијског океана                                               | Дијего Гарсија (база)      | 3.000 војника и чланова особља                  |
|         | Британска Девичанска Острва                                                         | Роуд Таун                  | 27.000                                          |
|         | Кајманска Острва                                                                    | Џорџтаун                   | 60.456                                          |
|         | Фолкландска (Малвинска) Острва                                                      | Стенли                     | 2.955                                           |
|         | Гибралтар                                                                           | Гибралтар                  | 28.800                                          |
|         | Монтсерат                                                                           | Плимут (де јуре) Брејдс () | 4.655                                           |
|         | Острва Питкерн                                                                      | Адамстаун                  | 51                                              |
|         | Света Јелена, Асенсион и Тристан да Куња (Света Јелена, Асенсион и Тристан да Куња) | Џејмстаун                  | 5.530                                           |
|         | Јужна Џорџија и Јужна Сендвичка Острва                                              | Грутвикен                  | 99                                              |
|         | Акротири и Декелија                                                                 | Епископи                   | 7000 војника, чланова особља и око 7000 Кипрана |
|         | Туркс и Кајкос                                                                      | Коберн Таун                | 32.000                                          |